# Symphonie no 3 d'Arnold
Pour les articles homonymes, voir Symphonie no 3.
 (février 2024).
Si vous disposez d'ouvrages ou d'articles de référence ou si vous connaissez des sites web de qualité traitant du thème abordé ici, merci de compléter l'article en donnant les références utiles à sa vérifiabilité et en les liant à la section « Notes et références ».
La Symphonie no 3, Op. 63 de Malcolm Arnold est une symphonie écrite en 1957. L'œuvre a été commandée par la Royal Liverpool Philharmonic Society. La création a été faite par John Pritchard conduisant  l'Orchestre philharmonique royal de Liverpool le 2 décembre 1957 au Royal Festival Hall.

## Structure
L'œuvre comprend trois mouvements:
1. Allegro – Vivace
2. Lento
3. Allegro con brio – Presto – Lento e maestoso – Presto

## Orchestration
Piccolo, 2 flûtes, 2 hautbois, 2 clarinettes, 2 bassons, contrebasson, 4 cors, 3 trompettes, 3 trombones, tuba, timbales, trois percussionnistes, et cordes.

## Enregistrements
- 1959  Malcolm Arnold et l'Orchestre philharmonique de Londres chez Everest Records SDBR 3021 (réédition Everest 9001)
- 1994 Richard Hickox et l'Orchestre symphonique de Londres chez Chandos Records CHAN 9290 ()
- 1996 Vernon Handley et l'Orchestre philharmonique royal de Liverpool chez Conifer Records 75605-51258-2 (réédition Decca 4765337) ()
- 1998 Andrew Penny et l'Orchestre symphonique de la radio-télévision irlandaise chez Naxos 8.553739 ()